# 博内夫罗
博内夫罗（義大利語：Bonefro），是意大利坎波巴索省的一个市镇。总面积31平方公里，人口1553人，人口密度50.1人/平方公里（2009年）。ISTAT代码为070004。

## 友好城市
- 法國 苏尔茨-上莱茵